# Comité Paralímpico Nacional de Burkina Faso
El Comité Paralímpico Nacional de Burkina Faso es el comité paralímpico nacional que representa a Burkina Faso. Esta organización es la responsable de las actividades deportivas paralímpicas en el país. Es miembro del Comité Paralímpico Internacional y del Comité Paralímpico Africano.